# José Antonio Valverde
José Antonio Valverde (Valladolid, 21 marzo 1926 – Siviglia, 13 aprile 2003) è stato un biologo, naturalista ed ecologo spagnolo.
Ebbe un'enorme notorietà internazionale alla fine degli anni 1950 nel condurre i movimenti in difesa delle paludi del Guadalquivir di fronte a un piano del Ministero dell'Agricoltura di Spagna per bonificare la zona. Fu chiamato "el Padre de Doñana".

## Biografia
Nacque a Valladolid. Suo fratello Carlos era tassidermista. Fu un autodidatta, studiando particolarmente bene l'ornitologia e il disegno e frequentò la Biblioteca di Valladolid. Ancora prima di ottenere la sua licenza, nel 1954, ottenne una borsa di studio per studiare presso l'Università di Tolosa, in Francia; si trasferì a Madrid, ove conseguì la laurea in Scienze biologiche. All'inizio degli anni '50 cominciò il suo interesse per Doñana.
Sviluppò un'amicizia epistolare con Francisco Bernis Madrazo (1916-2003). Bernis otteneva aiuti dalla Fondazione Fenosa per effettuare nel 1952 una spedizione a Doñana e chiese a Valverde di accompagnarlo. Questa spedizione risultò cruciale per il naturalista di Valladolid. L'anno seguente, a Doñana, Valverde e Bernis realizzarono il primo anellamento scientifico di uccelli in Spagna, con l'appoggio della Sociedad de Ciencias Aranzadi de San Sebastián. Nel 1954, fondò, insieme ad altri biologi, la Società spagnola di ornitologia, della quale egli fu presidente e Bernis segretario generale per 20 anni.
Negli anni '50 la lince o l'aquila reale erano considerati animali nocivi ed erano spesso bersaglio di tiratori e il meglio che si poteva fare con una palude era bonificarla piantando fragole o alberi a rapida crescita nell'ambito di un progetto di ripopolazione forestale più ampio.
Il Ministero dell'Agricoltura voleva poi applicare questo tipo di misura nelle zone con molti ettari di terreno arido. Questo progetto consisteva nel piantare 10 milioni di eucalipti e 45 milioni di pini per trasformare la zona in bosco, all'interno dei progetti di ripopolamento forestale applicato anche a molti luoghi di Spagna.
Proprio Francisco Franco approfittò di una visita a Siviglia il 18 aprile 1953 per spostarsi fino a Doñana, accompagnato da Gaspar de la Lama, alto funzionario del Patrimonio Forestale dello Stato, e vedere l'andamento del progetto. A questo parteciparono un migliaio di lavoratori che si distribuirono nei paesi del territorio dell'attuale parco e che potevano contare su proprie cappelle e scuole. La piantumazione di pini, alberi mediterranei, non era sbagliata, anche se quella di eucalipti poteva risultare discutibile a causa del gran consumo di acqua che richiede questa specie e le difficoltà delle altre piante a crescere nel suolo ove si trova questa specie.
Franco annunciò che lo sfruttamento economico di questa zona, usando legno per l'ENCE (L'Ente nazionale spagnolo per la cellulosa), poteva valere fino a 30 milioni di peseta. In effetti, gran parte della massa forestale di Doñana sono i pini piantati durante il franchismo.
Le paludi in Spagna avevano una connotazione negativa, essendo considerate terre insalubri, ove proliferavano zanzare che potevano trasmettere con le loro punture gravi malattie come la malaria.
Valverde, cosciente dell'importanza ecologica di una palude, si oppose alla misura di prosciugamento, ottenendo l'appoggio dell'organizzazione ecologista WWF e della IUCN, organizzazione del cui gruppo direttivo egli faceva parte. Il WWF era stato creato nel 1961 e il principe Bernardo d'Olanda, simpatizzante del movimento, aiutò, scrivendo lettere al dittatore Francisco Franco sull'importanza dell'acquitrino di Doñana e come questo fosse visto come qualcosa di positivo all'estero. Anche Bernis Madrazo aveva scritto a Franco riguardo alla preservazione della palude.
La conseguenza di questi interventi fu l'arresto del procedimento di prosciugamento. Nel 1965, dopo la raccolta di fondi, con l'aiuto del WWF e del Consiglio superiore delle ricerche scientifiche, fu fondata la Stazione Biologica di Doñana e nel 1969 fu creato il Parco nazionale di Doñana del quale Valverde fu nominato direttore. Questa può essere considerata una delle maggiori campagne a livello mondiale per la difesa di una zona naturale.
Valverde iniziò la sua collaborazione con il Consiglio superiore delle ricerche scientifiche nel 1957 e passò a farne parte nel 1962. Fu un brillante ricercatore e sviluppò spettacolari studi ecologici sul Sahara spagnolo e sui diversi ecosistemi mediterranei localizzati sulla Penisola iberica.
Le sue conclusioni furono distribuite su diversi articoli che oggi sono stati convertiti in un classico della letteratura scientifica spagnola.
Si distingue la formulazione della relazione predatore-preda su base energetica.
Nel 1954 Valverde partecipò a una spedizione nel Sahara, che culminò con la pubblicazione di una delle sue più importanti opere bibliografiche: Uccelli del Sahara spagnolo: uno studio ecologico del deserto (1957), di grande ripercussione nei circoli scientifici nazionali ed esteri.
Altra opera classica della letteratura scientifica spagnola è la Struttura di una comunità mediterranea di vertebrati terrestri (1967), nella quale è inserito il concetto di microcomunità, segnalando che tutta la comunità è formata dalla sovrapposizione di varie microcomunità che hanno, come regola generale, scarse relazioni fra loro, agendo come veri e propri gruppi economici serrati. Fu stabilita la relazione predatore-preda su base energetica.
Questo concetto, tanto semplice a prima vista, ha dato il via alla zoologia moderna. Dove Darwin affermava che sopravvivono solo i più adatti, Valverde precisò questo principio dicendo che «sopravvivono solo quelli che meglio sanno approfittare dell'energia».
Fu anche pioniere per il suo lavoro sulle colonie di fenicotteri a Fuente de Piedra, in provincia di Malaga, le paludi di Punta Entinas-Sabinar, nella provincia di Almería, e su alcune enclave del Parco Naturale delle Sierras di Cazorla, Segura e Las Villas, nella provincia di Jaén.
Grazie al generale Díaz de Villegas, direttore di una sezione del CSIC, Valverde fu assunto dall'Instituto de Aclimatación de Almería, che dal 1975 si chiama Estación Experimental de Zonas Áridas.
Una delle sue iniziative più rimarchevoli fu la creazione nel 1971 del Parco di Recupero della Fauna Sahariana, dipendente della Stazione Sperimentale delle Zone Aride di Almería, che da allora ha contribuito al mantenimento e alla crescita in cattività di tre specie di antilopi e di un caprino nordafricani, tutti minacciati nelle loro zone di origine.
Anche il Museo del Mondo Marino di Matalascañas, inaugurato nel 2002, fu promosso dalla sua iniziativa, anche se chiuse nel 2012 a causa di mancanza di finanziamenti da parte della Giunta dell'Andalusia. Il CSIC annunciò nel 2013 che programmava di riaprire il museo con una tematica museale più ampia per abbracciare la ricchezza di Doñana.
Per i suoi lavori, l'Università di Salamanca gli conferì un dottorato honoris causa e la Giunta di Castiglia e León gli consegnò il Premio Castilla y León per la protezione dell'ambiente. Oggi a Doñana vi è un centro per visitatori dedicato a lui e anche nella Riserva Naturale della Laguna de Fuente de Piedra, a Fuente de Piedra, Malaga.

## Decesso
José Antonio Valverde morì a Siviglia il 13 aprile 2003. Nello stesso anno la sua eredità rimase depositata presso l'Università di Salamanca. Essa è formata da libri, alcuni dei quali inediti, corrispondenza, annotazioni, progetti, pubblicazioni, quaderni in campo zoologico, disegni, schizzi e più di 20 000 negativi fotografici.

## Opere
(in lingua spagnola salvo diverso avviso)
- Aves del Sáhara español: un estudio ecológico del desierto (1957)
- J. A. Valverde, Estructura de una comunidad mediterránea de vertebrados terrestres, collana Monografías de Ciencia Moderna, 76, Madrid, Consejo Superior de Investigaciones Científicas, 1984,  p. 218, ISBN 84-00-01309-3.
- Memorias de un biólogo heterodoxo. Tomo 1. Orígenes castellanos. Navegando en descubierta.
- Memorias de un biólogo heterodoxo. Tomo 2. En el Consejo Superior de Investigaciones Científicas. (CSIC).